# قورباغه رودخانه
قورباغه رودخانه (نام علمی: Amietia angolensis) نام یک گونه از سرده قورباغه‌های رودخانه است.